# Miguel Ángel Benítez
Miguel Ángel Benítez (Santísima Trinidad, 15 de maio de 1970) é um ex-futebolista paraguaio.

## Carreira
Benitez integrou a Seleção Paraguaia de Futebol na Copa América de 1999.